# Emelle
Emelle é uma cidade  localizada no estado americano do Alabama, no Condado de Sumter.

## Demografia
Segundo o censo americano de 2000, a sua população era de 31 habitantes.
Em 2006, foi estimada uma população de 29, um decréscimo de 2 (-6.5%).

## Geografia
De acordo com o United States Census Bureau, a localidade tem uma área de 0,6 km², sem área coberta por água. Emelle localiza-se a aproximadamente 79 m acima do nível do mar.

## Localidades na vizinhança
O diagrama seguinte representa as localidades num raio de 32 km ao redor de Emelle.